# Table des caractères Unicode/U2400
Cette page contient des caractères spéciaux ou non latins. S’ils s’affichent mal (▯, ?, etc.), consultez la page d’aide Unicode.
Table des caractères Unicode U+2400 à U+243F.

## Pictogrammes de commande
Pictogrammes (symboles lettrés latins, variantes de forme de signes de ponctuation et symboles géométriques) permettant de représenter graphiquement les caractères de contrôle C0 de l’ISO 646, certains caractères de contrôle C1 de l’ISO/CEI 8859 ou les espaces, utilisés dans les documentations techniques ou comme alternatives visuelles facilitant leur saisie dans un éditeur de texte supportant le mode de saisie avec contrôles visibles.

### Table des caractères
| en fr  | 0 | 1 | 2 | 3 | 4 | 5 | 6 | 7 | 8 | 9 | A | B | C | D | E | F |
| ------ | - | - | - | - | - | - | - | - | - | - | - | - | - | - | - | - |
| U+2400 | ␀ | ␁ | ␂ | ␃ | ␄ | ␅ | ␆ | ␇ | ␈ | ␉ | ␊ | ␋ | ␌ | ␍ | ␎ | ␏ |
| U+2410 | ␐ | ␑ | ␒ | ␓ | ␔ | ␕ | ␖ | ␗ | ␘ | ␙ | ␚ | ␛ | ␜ | ␝ | ␞ | ␟ |
| U+2420 | ␠ | ␡ | ␢ | ␣ | ␤ | ␥ | ␦ |   |   |   |   |   |   |   |   |   |
| U+2430 |   |   |   |   |   |   |   |   |   |   |   |   |   |   |   |   |

- Légende, point de code :
- alloué
- non alloué